# Madeira (ostrov)

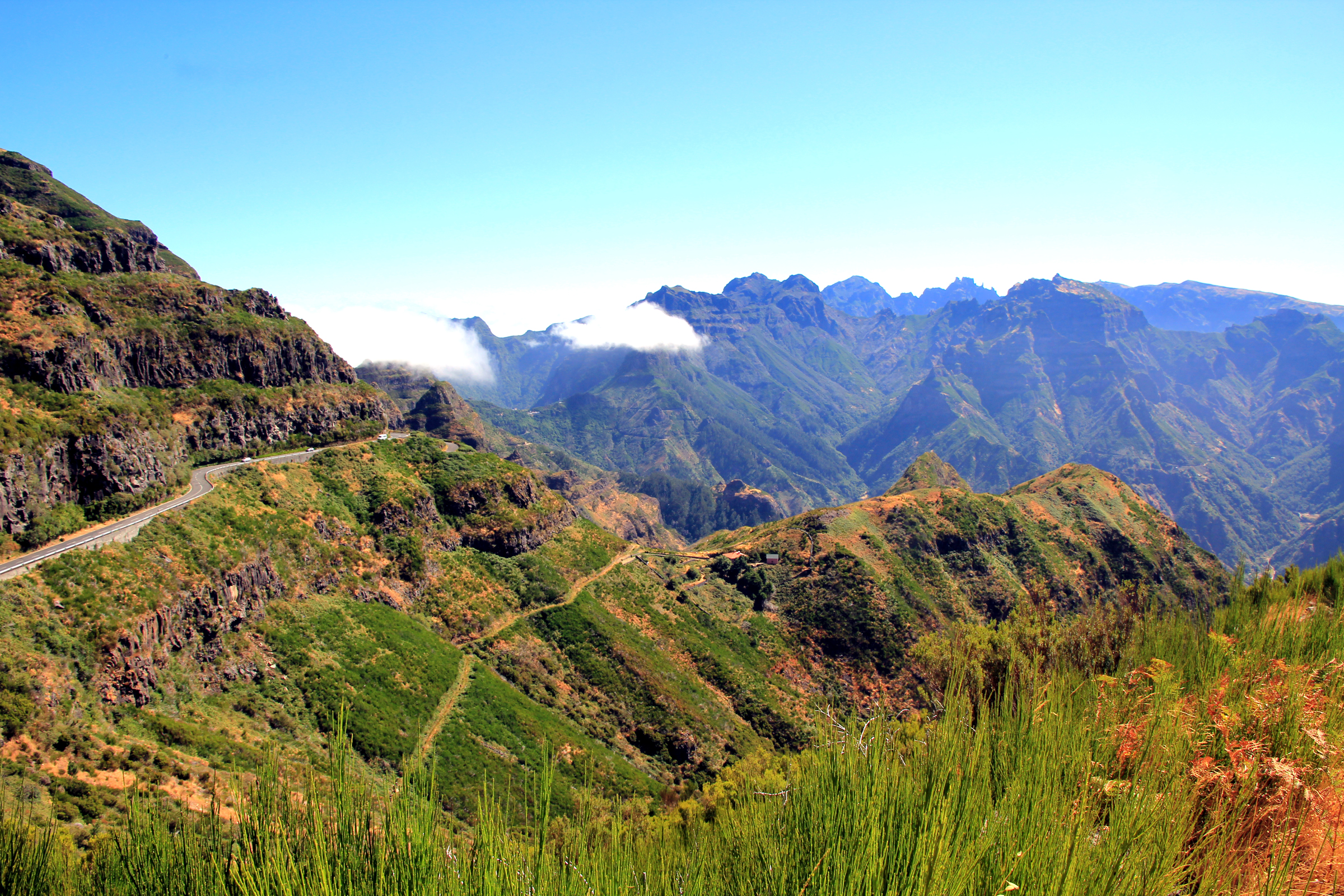
Hornaté vnitrozemí Madeiry

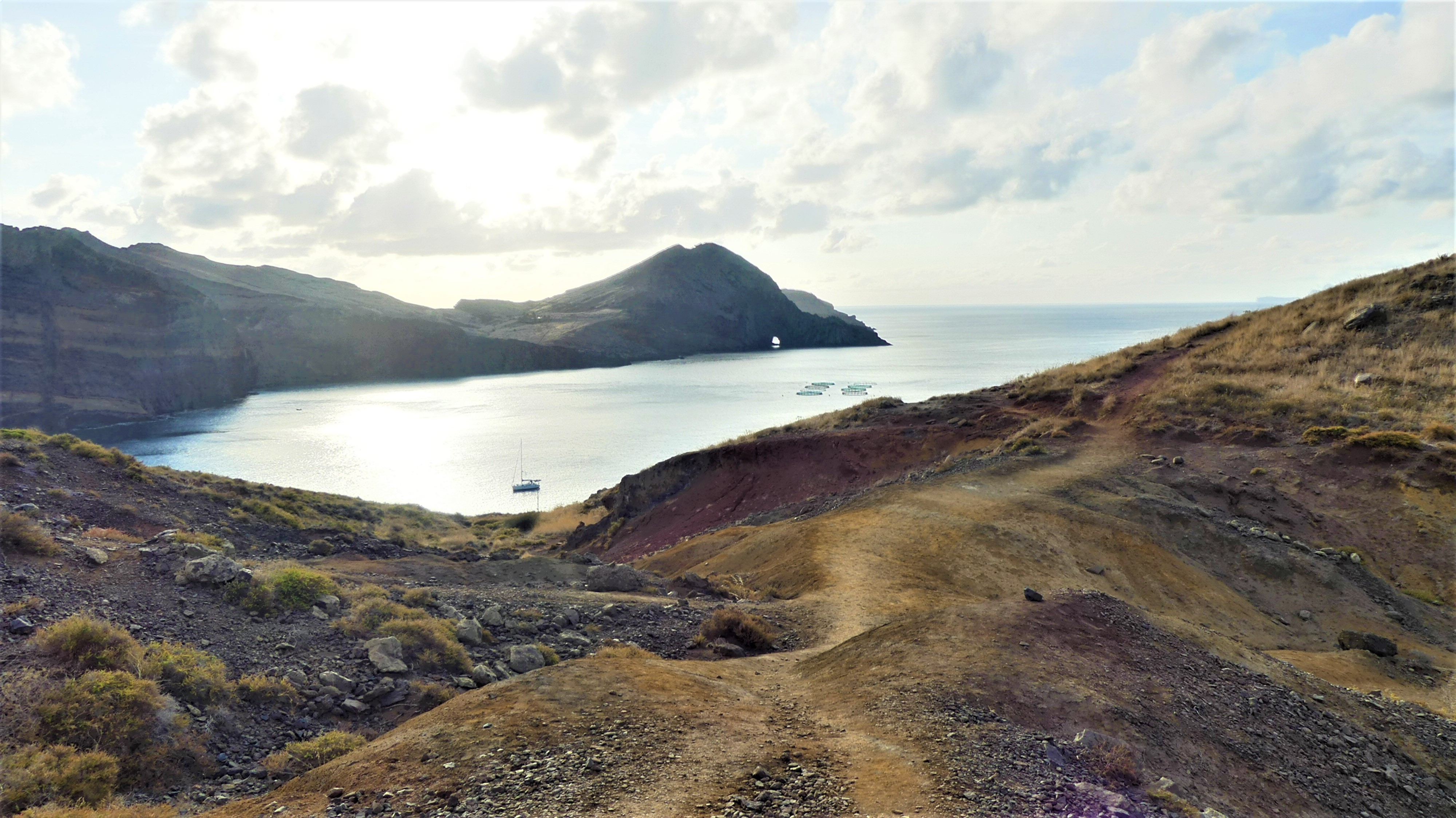
Poloostrov Ponta de São Lourenço

Madeira (portugalsky Ilha da Madeira) je portugalský ostrov ležící v Atlantském oceánu asi 580 km západně od pobřeží Maroka a 980 km jihozápadně od Lisabonu. Je součástí Madeirského souostroví, jež tvoří součást Makaronésie. Na rozloze 741 km² žije 250 000 stálých obyvatel. Celé souostroví má status portugalské autonomní oblasti a jako takové patří do Evropské unie. Administrativně je ostrov rozdělen na 10 okresů.

## Historie

### Starověk a středověk

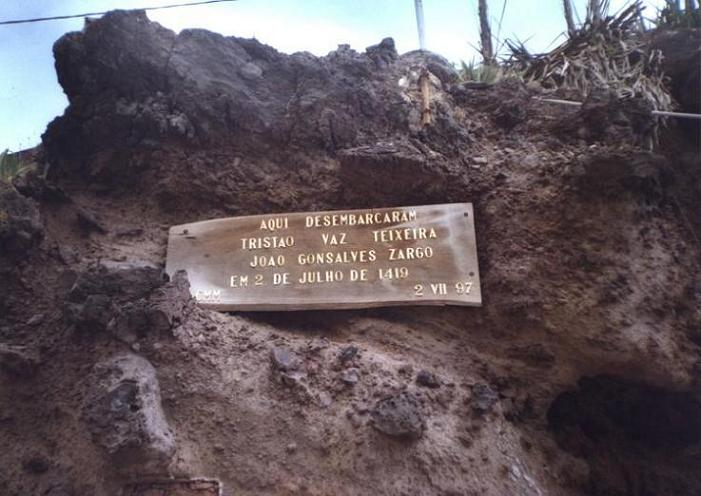
Pamětní deska v místě vylodění v Machicu roku 1419.

O existenci ostrovů v Atlantiku západně od Gibraltaru se vědělo již ve starověku (Féničané, Řekové, Římané - Plinius Starší). Ve středověku byla Madeira od roku 1351 uváděna na italských mapách. Malé Portugalsko v té době hledalo zdroje svého rozvoje. Nezastupitelnou roli sehrály portugalské zámořské objevy. Jejich vůdčí osobností byl princ Jindřich (1394–1460), dnes známý jako Jindřich Mořeplavec. Přestože byl velmi mladý, shromáždil na počátku 15. století portugalské kartografy a mořeplavce s cílem rozšířit znalosti o západoafrickém pobřeží, ovládnout obchod a najít námořní cestu do Indie. Na první cestě více zapracovala náhoda a štěstí. Lodě, jimž veleli kapitáni João Gonçalves Zarco a Tristão Vaz Teixeira, zanesla bouře až k neobydlenému ostrovu Porto Santo. To byl úplně první výsledek cest organizovaných Jindřichem Mořeplavcem. Psal se rok 1418. Když se o tom Jindřich dozvěděl, vyslal o rok později lodě znovu s cílem ostrov osídlit a prozkoumat jeho okolí. Tak se roku 1419 Portugalci vylodili na Madeiře v zátoce u dnešního Machica. Samotný název ostrova je odvozen z portugalského „ilha da madeira“ – „ostrov dřeva“.
Madeira v té době byla neobydlená, hustě zalesněná (převládaly vavřínové lesy) a její pobřeží bylo až na výjimky nepřístupné kvůli strmým útesům. Po roce 1420 začíná vypalování lesů a osidlování, které skončilo roku 1433.
Hlavním městem bylo původně Machico. Roku 1425 byl ostrov rozdělen na dvě tak zvané kapitánie Machico a Funchal (třetí byla na Porto Santu). Po tomto roce začíná na ostrově pěstování cukrové třtiny. Osidlování a zavádění zemědělství neprobíhá živelně, ale je organizováno. Ve zmíněném roce 1425 již na ostrově existuje 150 zemědělských hospodářství a produkce je převážně vyvážena do Portugalska.

### Novověk
V roce 1497, kdy počet obyvatel dosáhl 5000, byl hlavním městem vyhlášen Funchal, i když na město byl povýšen až roku 1508. Od roku 1514 je Funchal sídlem biskupa.
Po roce 1452 se na Madeiru začali dovážet otroci. Cukrovarnictví prosperovalo až do doby, kdy vznikly třtinové plantáže na Svatém Tomáši a v Brazílii, kam řada pěstitelů z Madeiry emigrovala.
Mezi lety 1580 až 1640 vládli Portugalsku španělští Habsburkové, kteří do hospodářství zavedli tvrdá koloniální opatření. Tím trpěla i Madeira. V roce 1640 zde žilo 30 000 obyvatel. Tímto rokem nadvláda Španělska končí a rýsují se také dobré vztahy Portugalska s Anglií. Roste vývoz vína z Madeiry, který dosahuje až 45 000 sudů ročně. Přesto Madeira není potravinově soběstačná a řada obyvatel emigruje, zejména do Brazílie.
Nový pohyb obyvatel začal po zrušení otroctví v anglických a francouzských koloniích (1834, resp. 1848), kdy na ostrov přicházejí dělníci z plantáží v Karibiku. Někteří původní obyvatelé Madeiry však začínají emigrovat do neportugalských kolonií.
Od roku 1850 se na ostrově datuje krajkářství, dnes jeden ze zdrojů příjmu obyvatel. V té době začínají na ostrov přicházet první turisté.
Podle sčítání z roku 1891 měla Madeira 132 223 obyvatel.
Na konci 19. století bylo zavedeno pěstování banánů jako doplňkové plodiny.
Roku 1897 začíná elektrifikace Madeiry.

### 20. století
Portugalsko se účastnilo 1. světové války. Madeiry se však válka příliš nedotkla. Německé ponorky jednou ostřelovaly funchalský přístav, avšak bez větších škod.
Ve 2. světové válce sice zůstalo Portugalsko neutrální, ale nabídlo Velké Británii k dispozici své přístavy. Přestože se na Madeiře nebojovalo, portugalská armáda prováděla opevňovací práce. Zbytky obranných zařízení jsou i dnes viditelné ve skalních dutinách na konci pláže Formosa u Funchalu.

## Ekonomika
Zdrojem obživy obyvatel Madeiry jsou cestovní ruch, výroba vína, zemědělství, krajkářství a košíkářství. Z počátku jezdili na Madeiru hlavně Angličané, kteří zde začali kupovat pozemky a podnikat. Koncem 19. století byl pro ně vybudován honosný hotel Reid´s. Po roce 1950 až do současnosti byla postavena řada hotelů střední a vyšší cenové kategorie, hlavně ve Funchalu. Madeira je oblíbená mj. pro svoji bujnou vegetaci (říká se jí ostrov květin) a navštěvují ji hojně turisté ze zemí Evropské unie, převážně Němci, Angličané, Holanďané a Skandinávci včetně Norů.
Zemědělství produkuje díky úrodné půdě, dostatku vody dodávané levádami a příznivému klimatu kromě vína prakticky všechny potřebné potraviny. Je však založeno převážně na ruční práci s relativně nízkou produktivitou. Na náhorní plošině se volně pasou krávy.
Výrobu krajek, převážně domácí, kontroluje krajkářský ústav. Každá ručně vyrobená krajka je zde opatřena značkou původu. Centrum košíkářství je v obci Camacha.

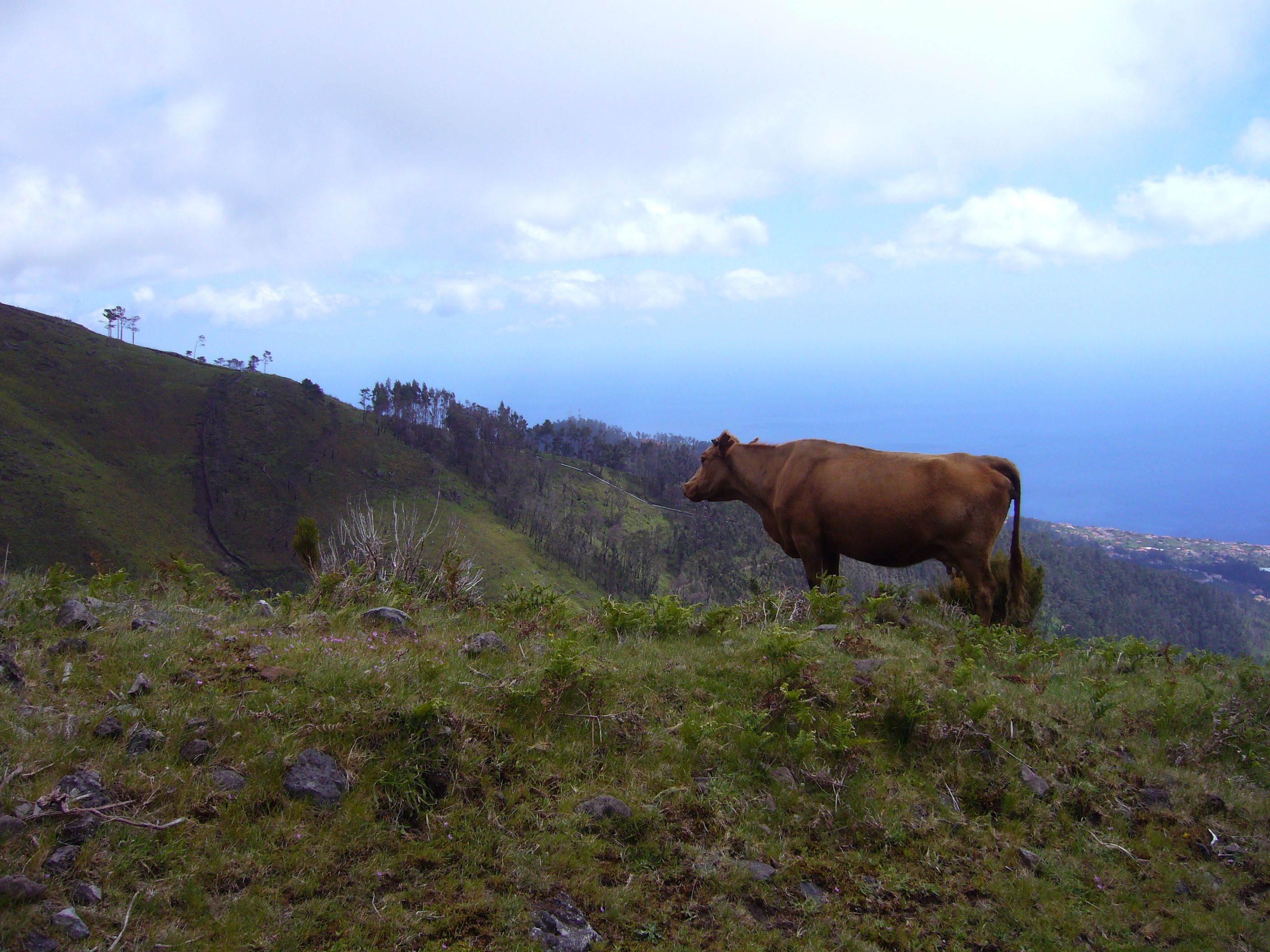
Krávy se v horách pohybují volně a i v husté mlze přecházejí silnice.
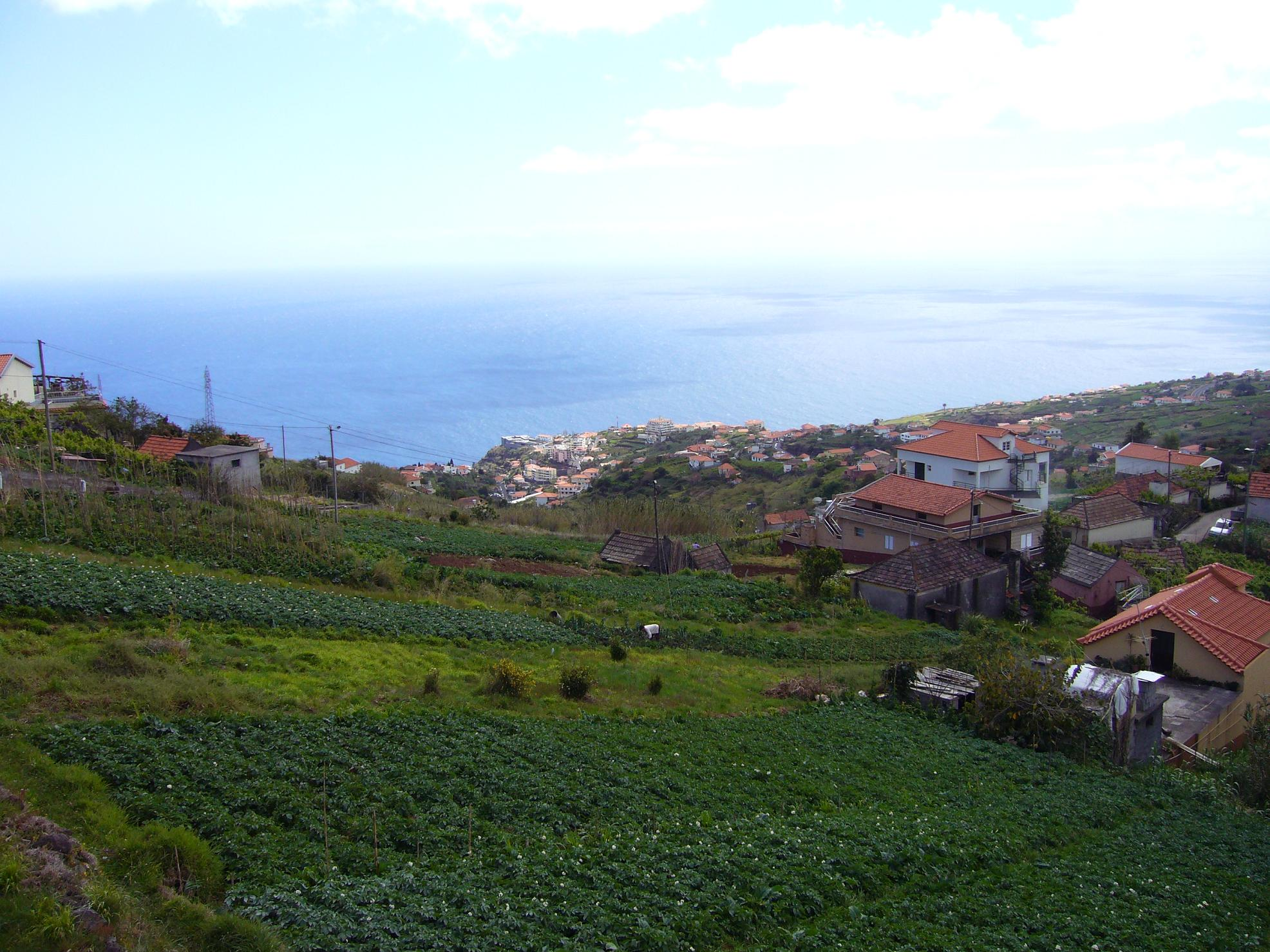
Bramborové políčko nad Calhetou.
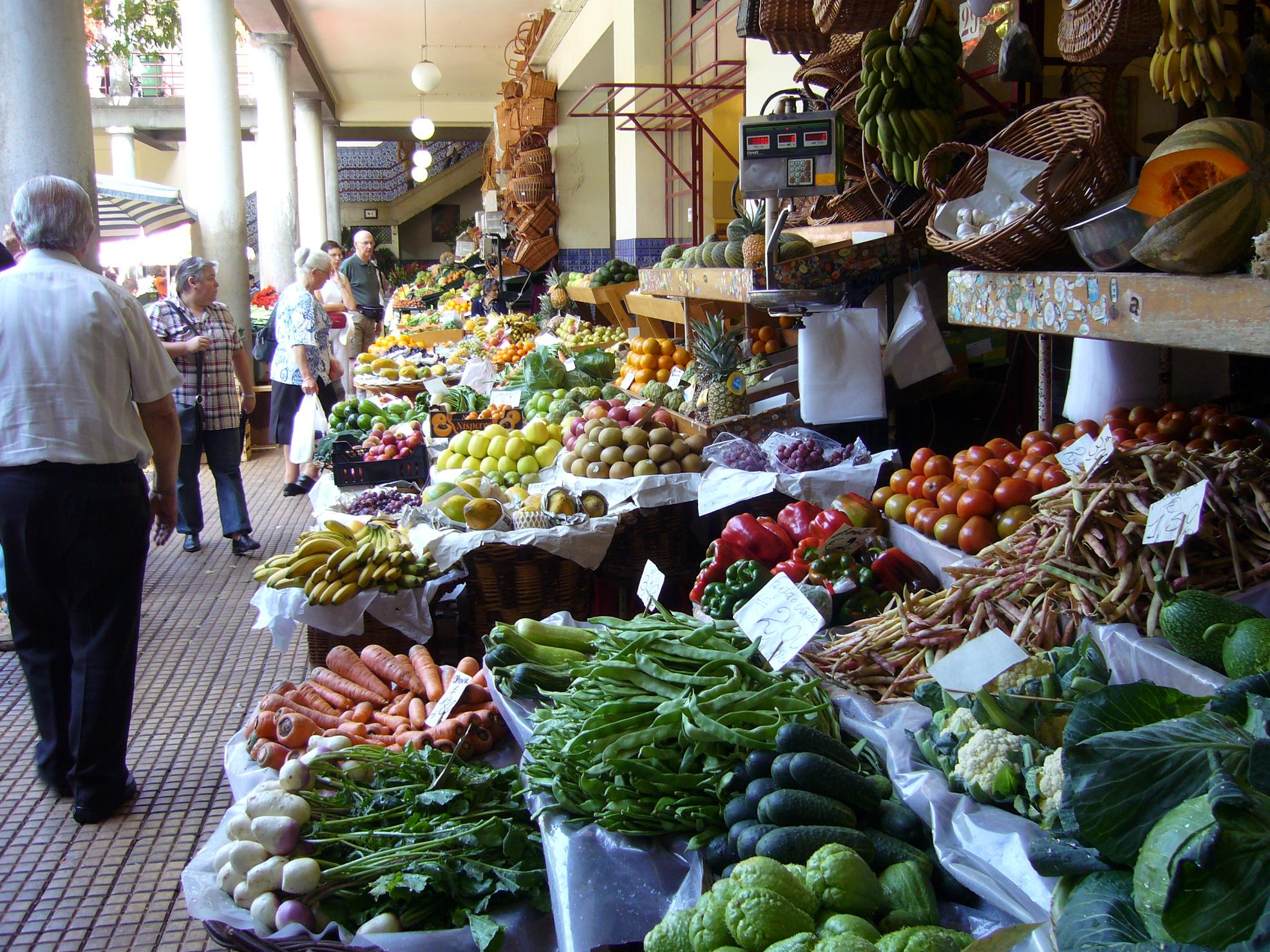
Ve funchalské tržnici.
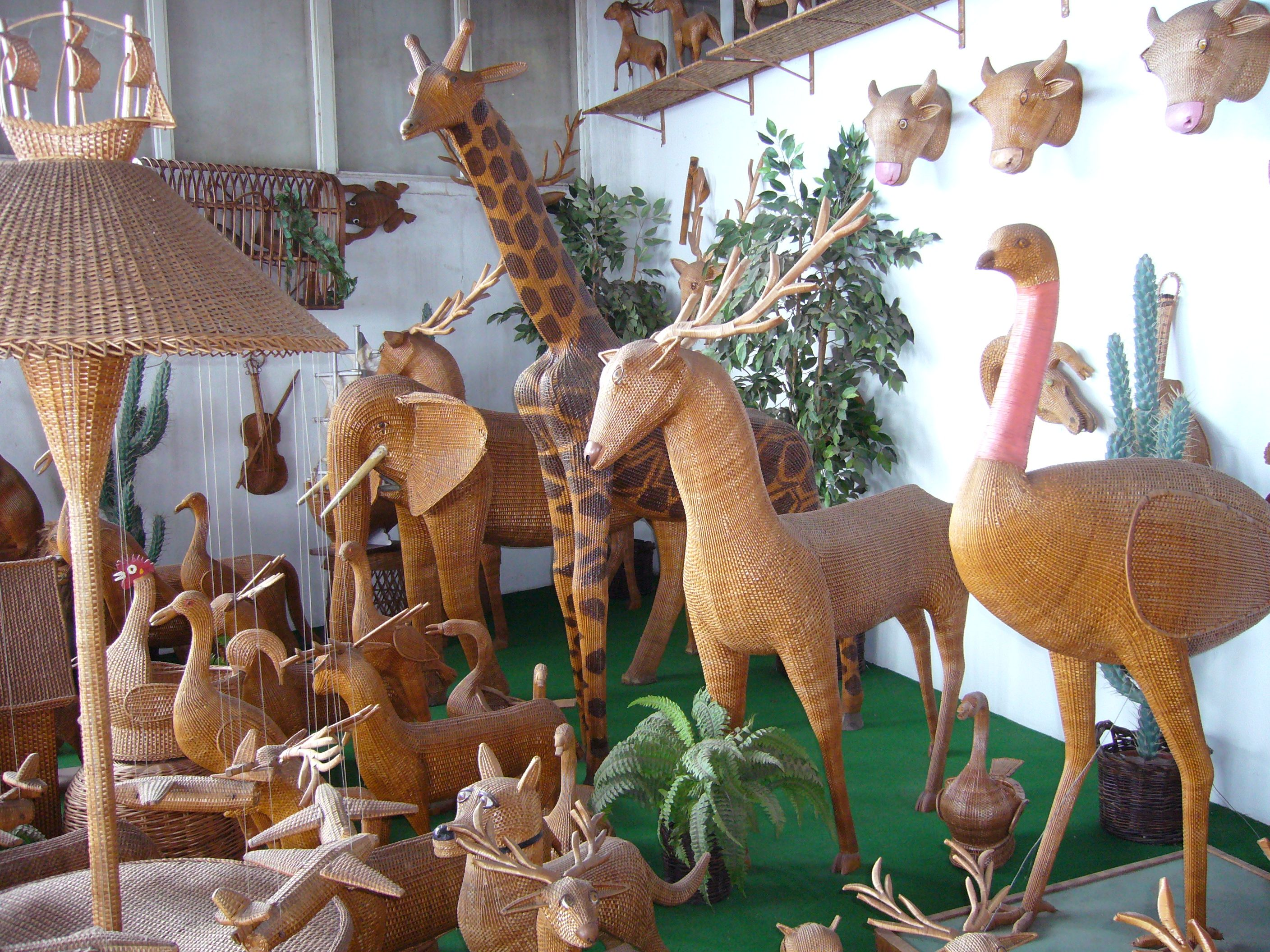
Výrobky z vrbového proutí jsou nejen užitečné, ale i pěkné.

## Elektrifikace
Madeira je plně elektrifikovaná. Hlavním zdrojem energie je tepelná elektrárna Vitória u Câmara de Lobos. Její výkon (téměř 100 MW) stabilizuje frekvenci sítě. Od roku 2008 měla elektrárna postupně přejít od nafty ke spalování plynu. Na ostrově je na řekách a levádách řada hydroelektráren. U některých z nich se voda zachytává v pomocné nádrži a elektrárna pracuje jako akumulační. Na náhorní planině a ve východní části ostrova jsou instalovány větrné elektrárny.

## Doprava

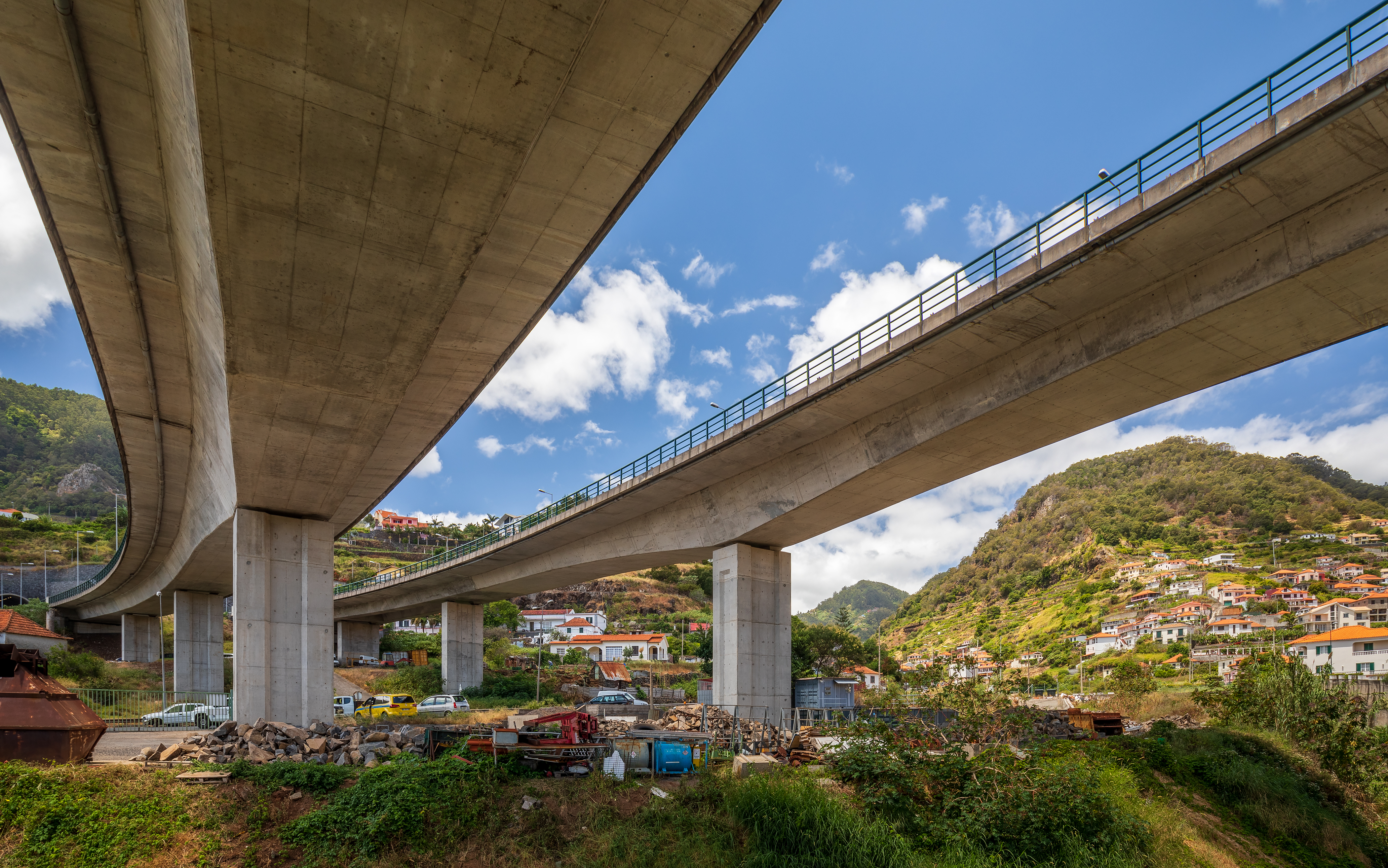
Dálnice v Machicu

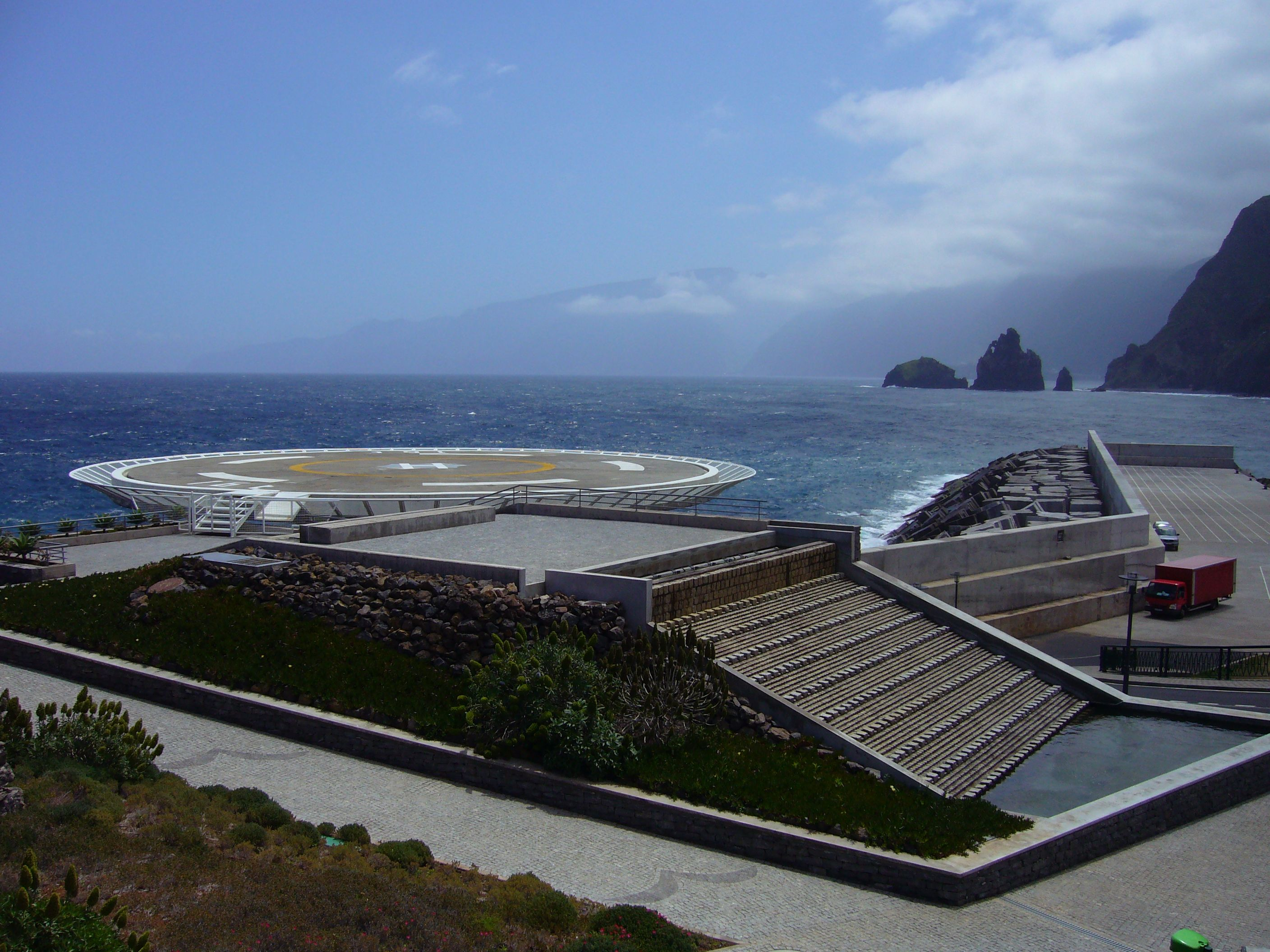
Heliport v Porto Moniz na severním pobřeží.

Kromě sítě silnic budovaných v 19. a 20. století dnes na Madeiře existuje moderní dálniční síť. Na dálnicích jsou desítky kilometrů tunelů a odvážné mosty. Ve Funchalu jsou dvě kabinové lanovky. Ta delší dopraví cestující od nábřeží do čtvrti Monte (konečná stanice lanovky 550 m nad mořem), druhá kratší lanovka z Monte překračuje hluboké údolí a končí v blízkosti Botanické zahrady. Počátkem 20. století byl ve Funchalu jediný kolejový spoj na ostrově, a to z přístavu na Monte. Dnes již tato trať neexistuje.
Prvním letadlem, které přiletělo na Madeiru, byl 22. března 1921 hydroplán Rolls Royce typu F-3 se čtyřčlennou posádkou. Cesta nad mořem z Lisabonu trvala asi 20 hodin. Hydroplán, jenž přistál na moři u přístavu, byl řízen kapitánem jménem Gago Coutinho. Na pevné zemi přistálo první letadlo až roku 1957. Bylo to na pokusné dráze Santa Catarina a jednalo se o malé sportovní letadlo.
Madeirské letiště Santa Catarina bylo modernizováno s pomocí Evropské unie. Od roku 2000 je jeho přistávací dráha prodloužena na 2781 metrů. Kvůli nedostatku místa byla na 180 sloupech protažena nad moře. Přestože je letiště moderně vybavené, vyžaduje přistání značnou zručnost pilotů.
Druhé letiště je na nedalekém ostrově Porto Santo. Bylo postaveno v šedesátých letech pro potřeby NATO. Pro přistání vrtulníků slouží na Madeiře heliporty.
Pro přepravu cestujících a vozidel mezi Madeirou a Porto Santo slouží moderní přívoz, provozovaný jedenkrát denně v obou směrech (o víkendu i dvakrát). Protože objíždí východní část ostrova, je délka trasy v jednom směru 75 km.

## Podnebí a vegetace

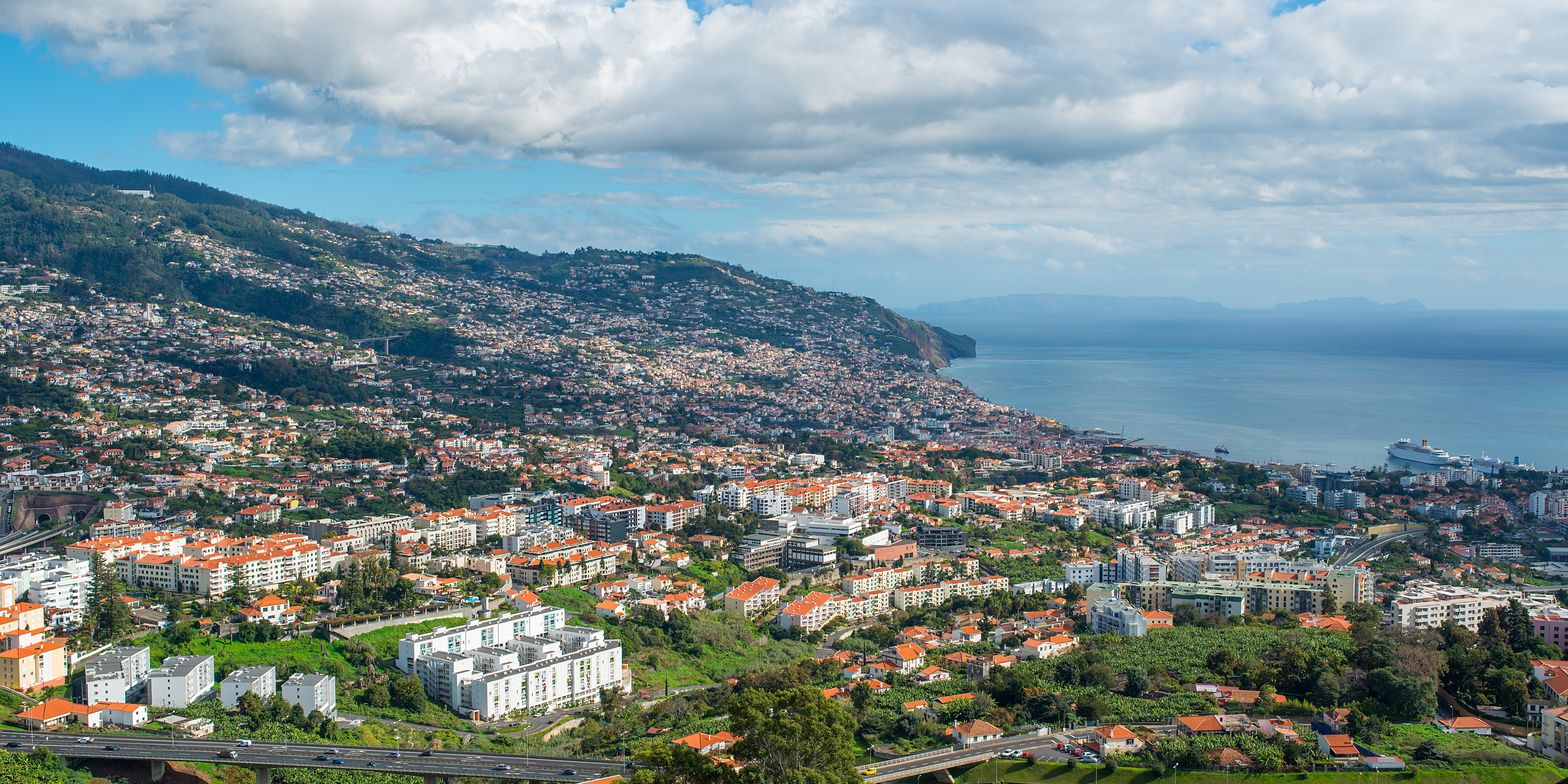
Pohled na Funchal

V podnebí na ostrově Madeira se silně projevuje tzv. výšková pásmovitost. Teplota vody kolem ostrova Madeira (která ani v zimě neklesá pod 18 °C) a jeho poloha na jih od Evropy zde dovoluje do 200 m nad mořem pěstovat tropické plodiny. S narůstající výškou se struktura plodin mění. Od 200 do 400 m je klima subtropické a od 400 do 700 m nad mořem se pěstuje vinná réva, jablka, třešně a obilí. Ve vyšších polohách až do 1000 m nad mořem jsou vřesoviště, rostou zde eukalypty a azorské vavříny. Nad 1000 m nad mořem je pak horské pásmo. Rozdíl mezi průměrnou denní a noční teplotou je asi 4 °C po celý rok. Na suchém východě ostrova, v horách a na náhorní plošině většinou fouká silný vítr. Na severním pobřeží často prší.

## Krajina a osídlení

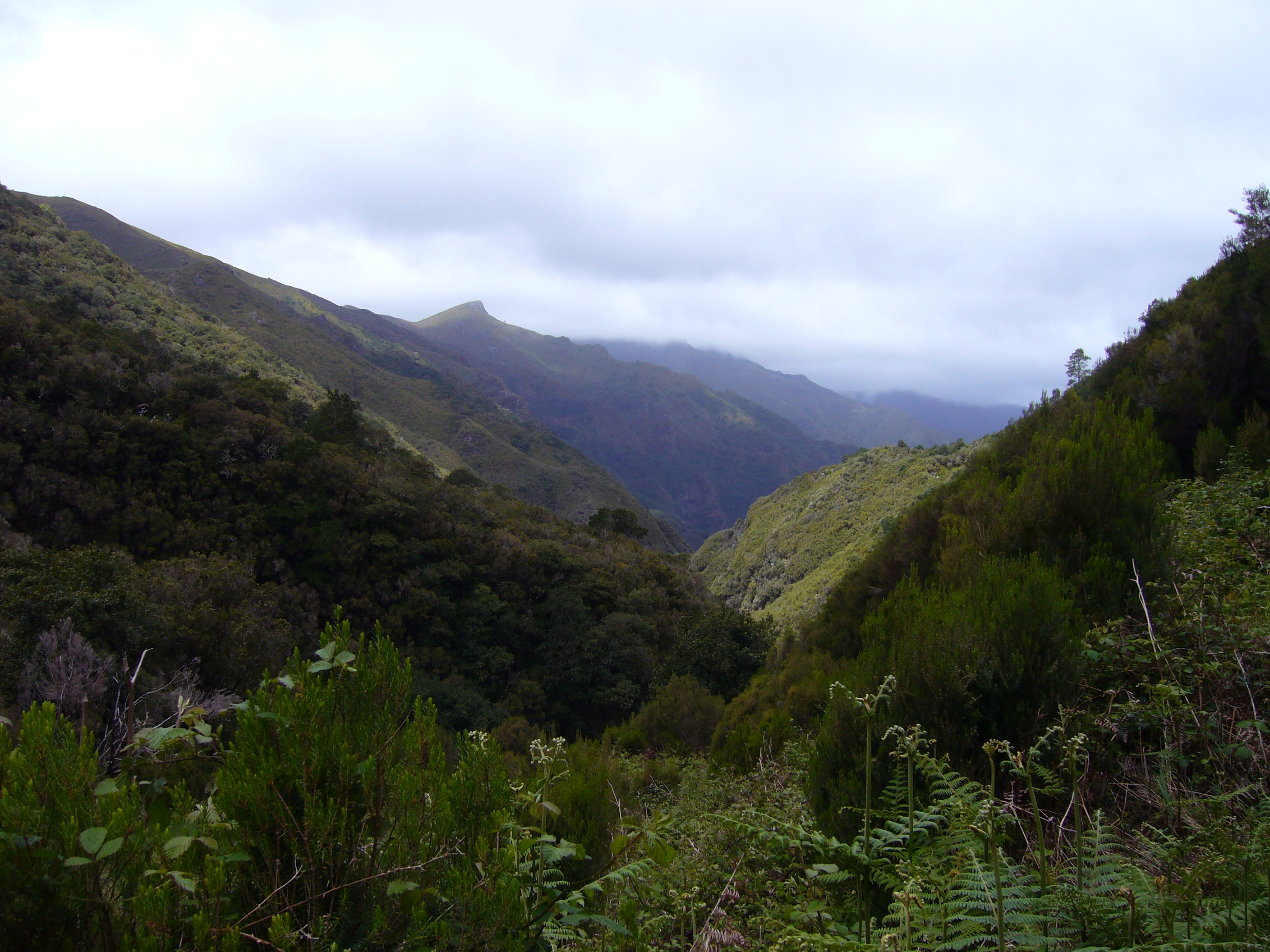
Údolí pod Rabaçalem.

Celý povrch ostrova je hornatý, a proto je vnitrozemí jen málo osídlené. Výjimkou je hluboké uzavřené Údolí jeptišek, nebo údolí procházející od Ribeira Brava na jihu k São Vicente na severu ostrova. Většina sídel však vznikla v úzkém pruhu mezi mořem a skalnatým vnitrozemím. Cesty vnitrozemím dříve neexistovaly, spojení bylo pouze po moři. Dnes, kdy je k dispozici hustá síť silnic, jsou osidlovány i vyšší polohy v blízkosti pobřeží.

## Hory a moře

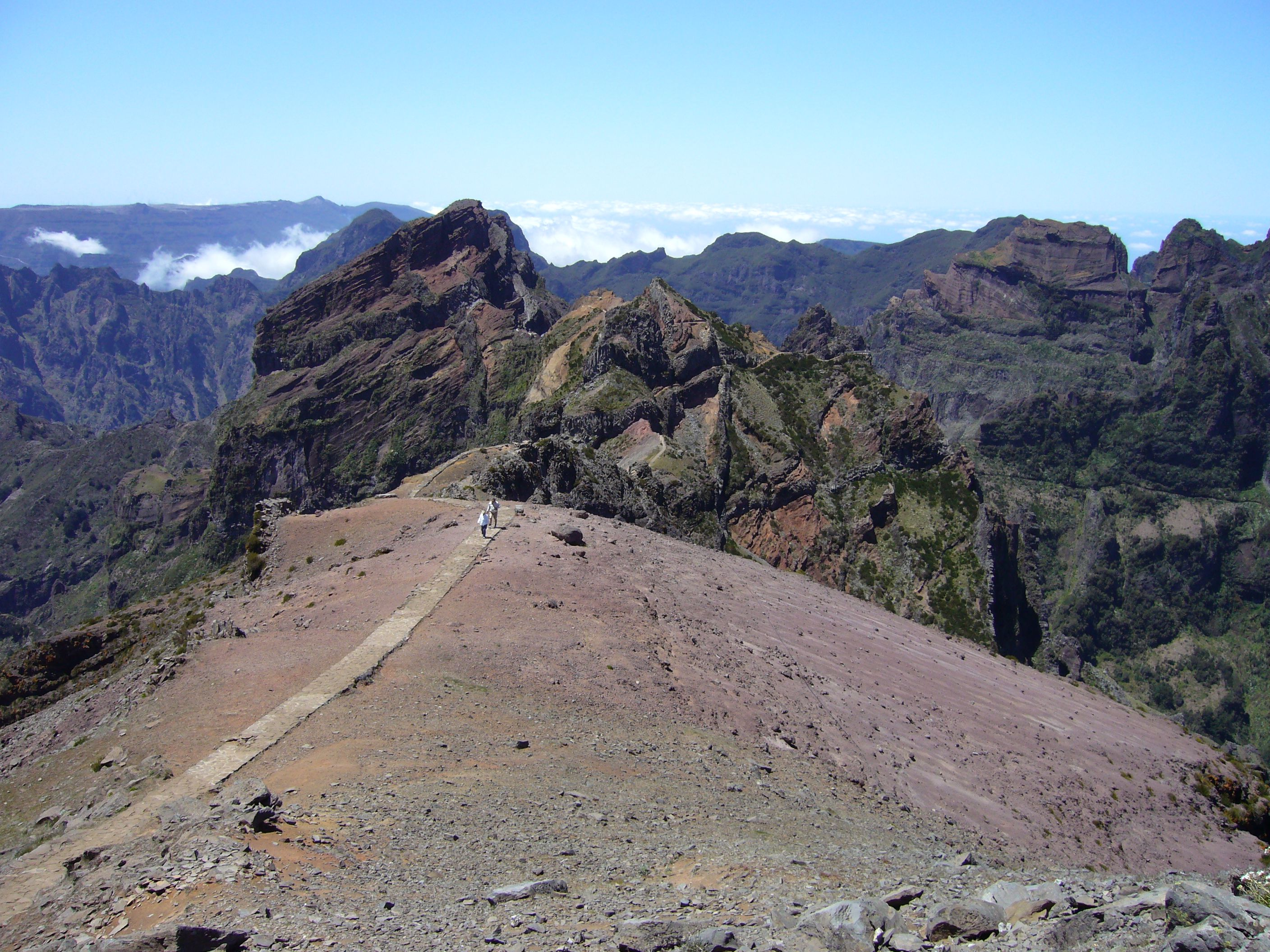
Zpočátku cesta z Pico do Arieiro na Pico Ruivo vypadá nenáročně.

Náhorní plošina Paul da Serra (1500 m nad mořem) v západní polovině ostrova přechází v místě zvaném Rabaçal do hlubokého údolí. Řeky tekoucí po plošině padají dolů v několika vodopádech (Risco, 25 fontes).
Nejvyšší vrcholy ostrova se nacházejí v jeho východní polovině. Jsou to Pico Ruivo (1862 m) a Pico do Arieiro (1818 m). Jsou od sebe vzdáleny vzdušnou čarou asi 3 km, ale namáhavý přechod mezi nimi trvá v jednom směru více než 2 hodiny kvůli stoupání a klesání po schodech vytesaných do skal a průchodům tunelem. V odpoledních hodinách je cesta obvykle zahalena v mlze.
Pokud jde o koupání v moři, reklamní slogan říká, že „spíše než na koupání je Madeira ke koukání“. Přesto však na jižním pobřeží existují dvě malé přírodní písčité pláže s černým pískem a kilometrová kamenitá pláž Formosa ve Funchalu. V městečku Calheta je koupaliště s umělými plážemi, na nichž je dovezený jemný žlutý písek. Na řadě míst jsou mořské lázně tvořené bazénky mezi lávovými skalami a doplněné o betonové stěny. Přes tyto stěny se při přílivu převalují vlny a dochází tak k výměně vody.

## Galerie

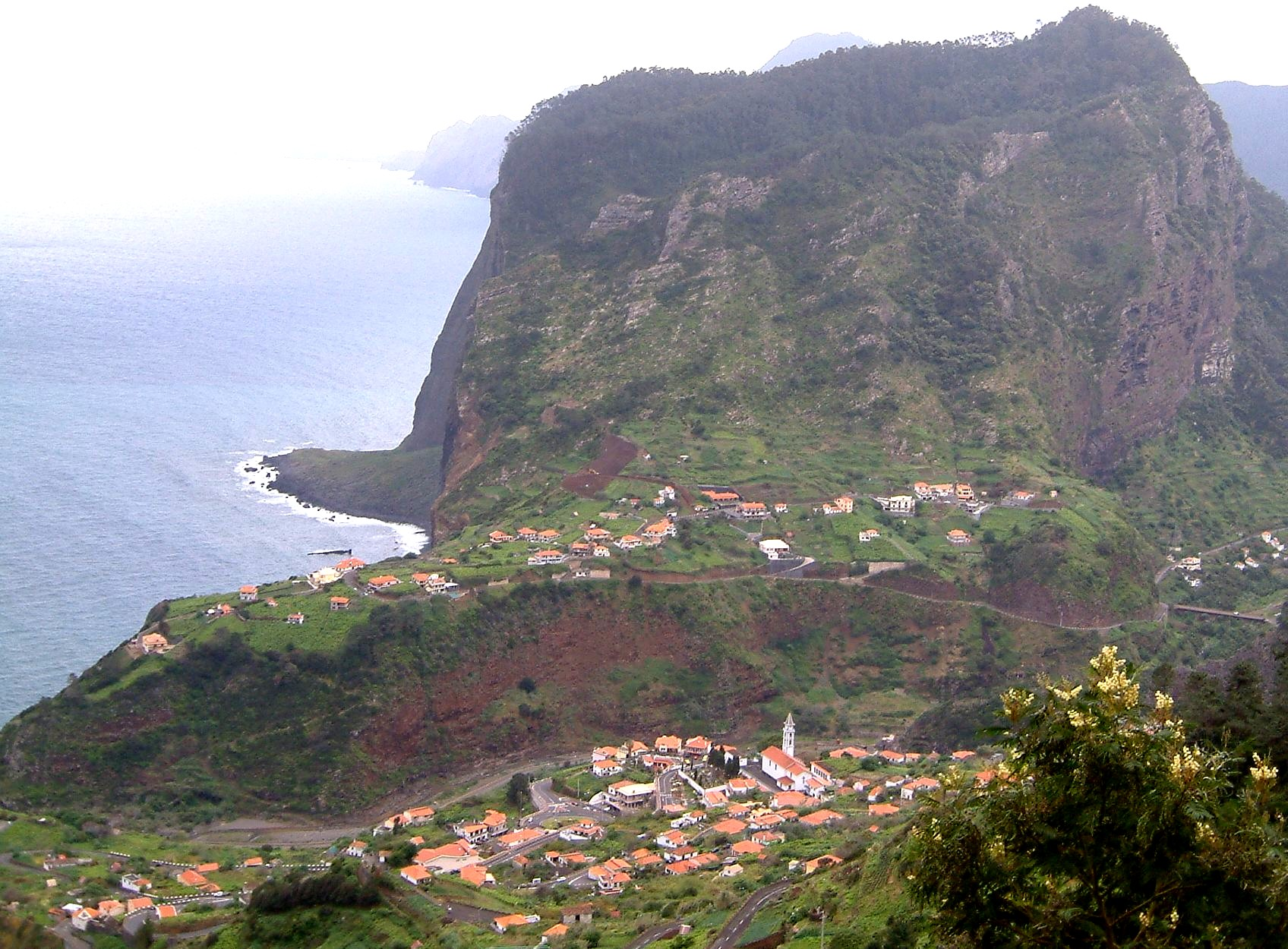
Severní pobřeží u Faialu.
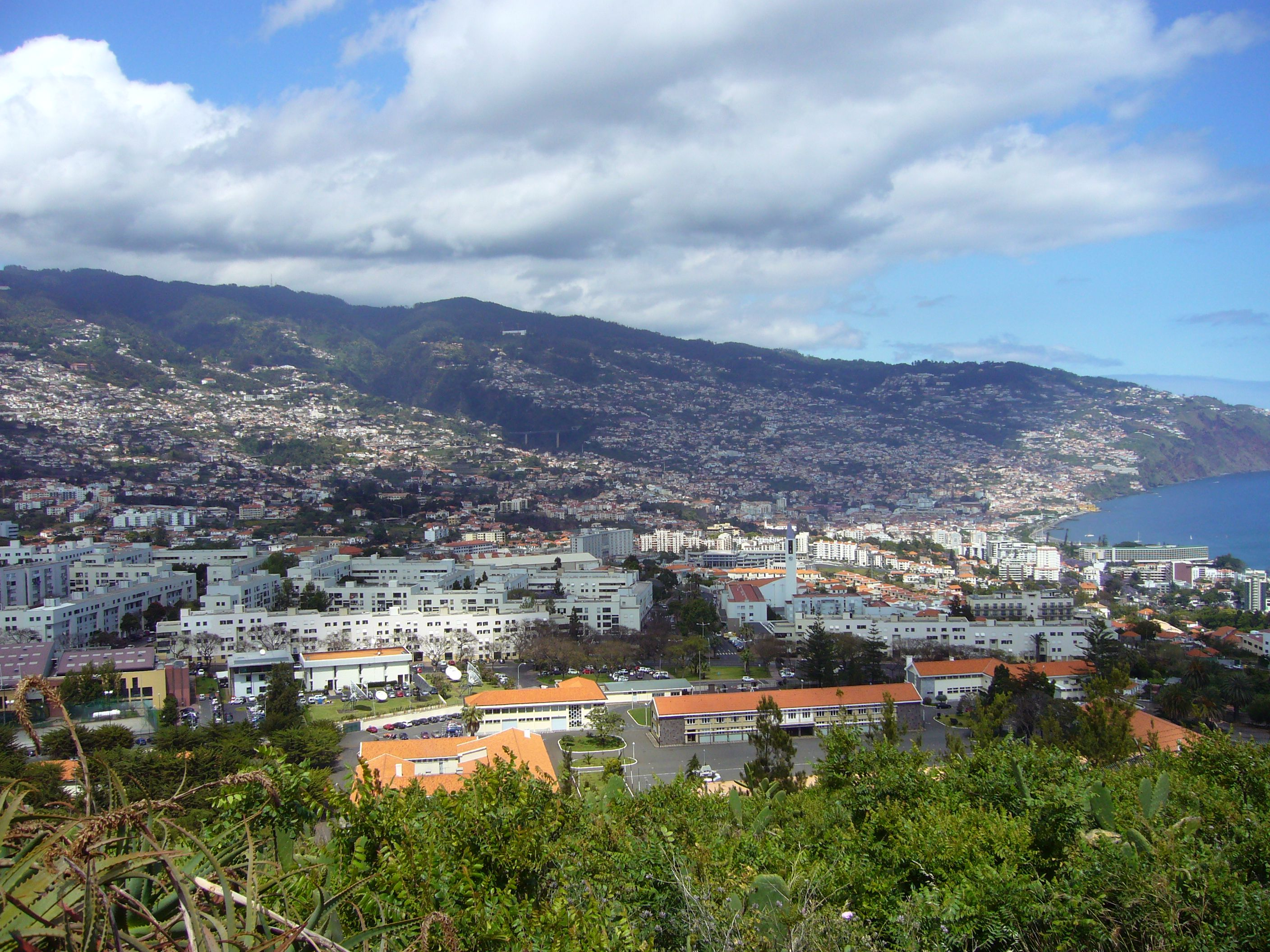
Pohled na Funchal z Pico da Cruz.
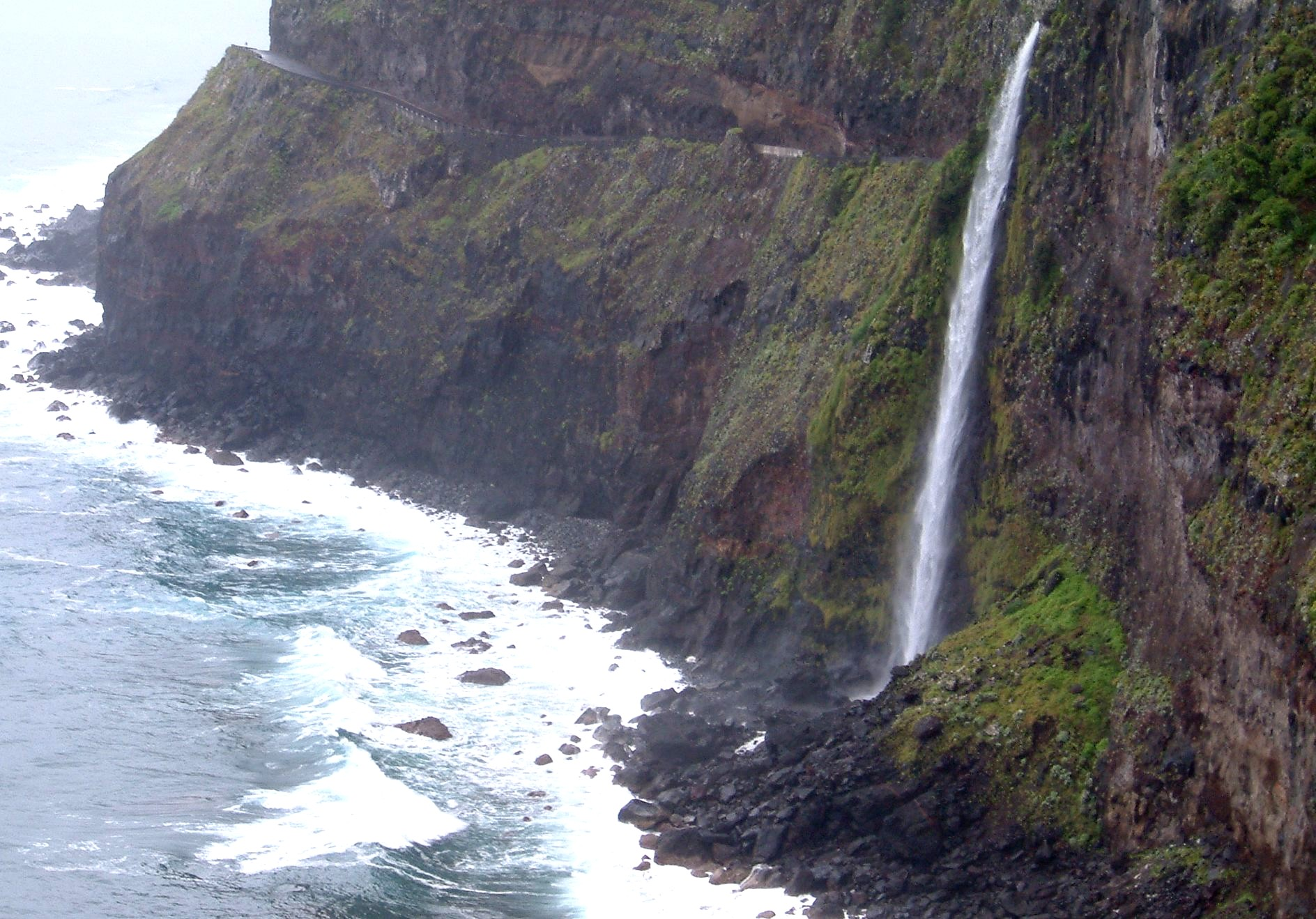
Severní pobřeží má strmější břehy a je bohatší na vodu.
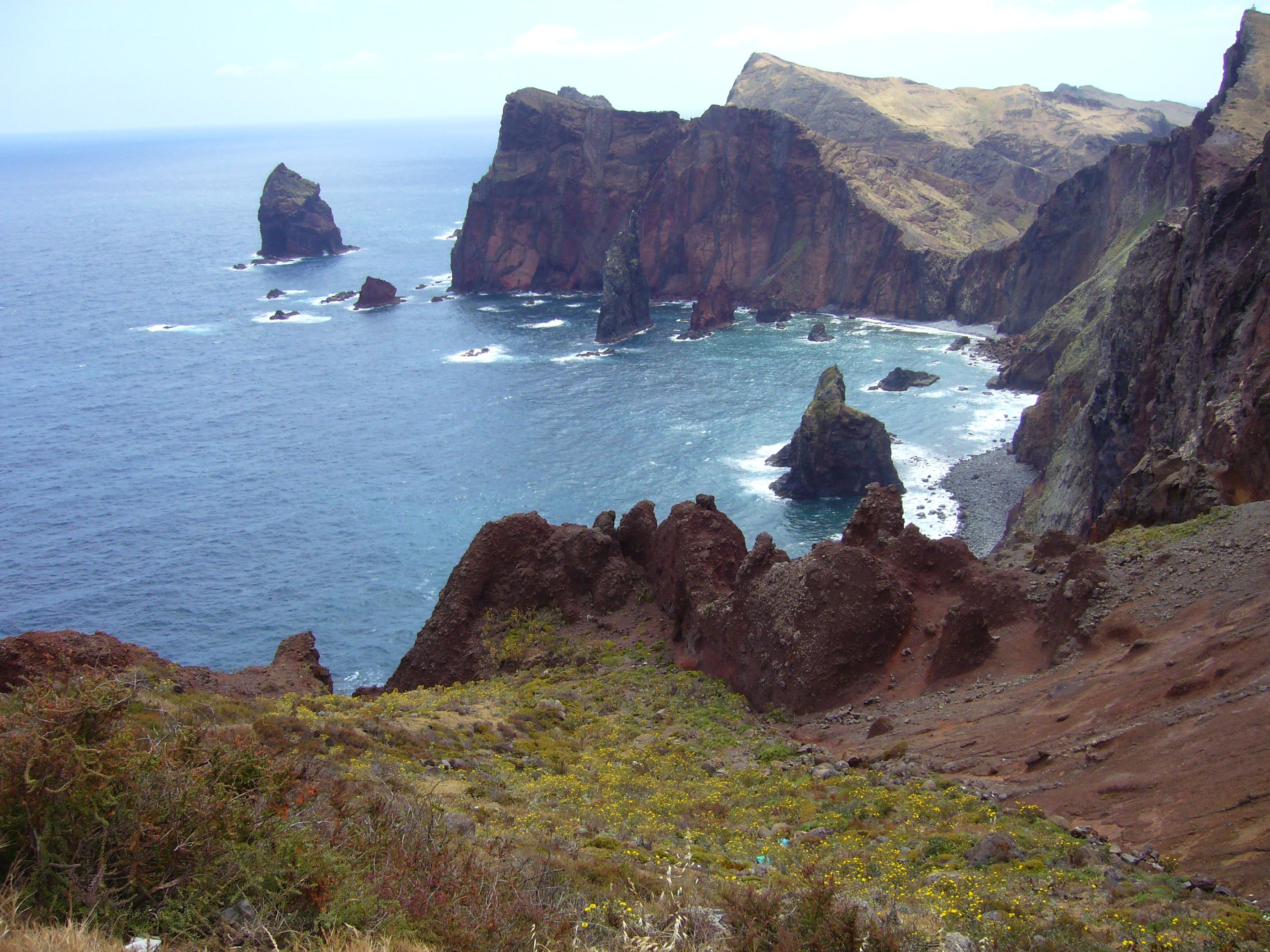
Severní břeh Ponta de Săo Lourenço je více rozeklaný než břeh jižní.
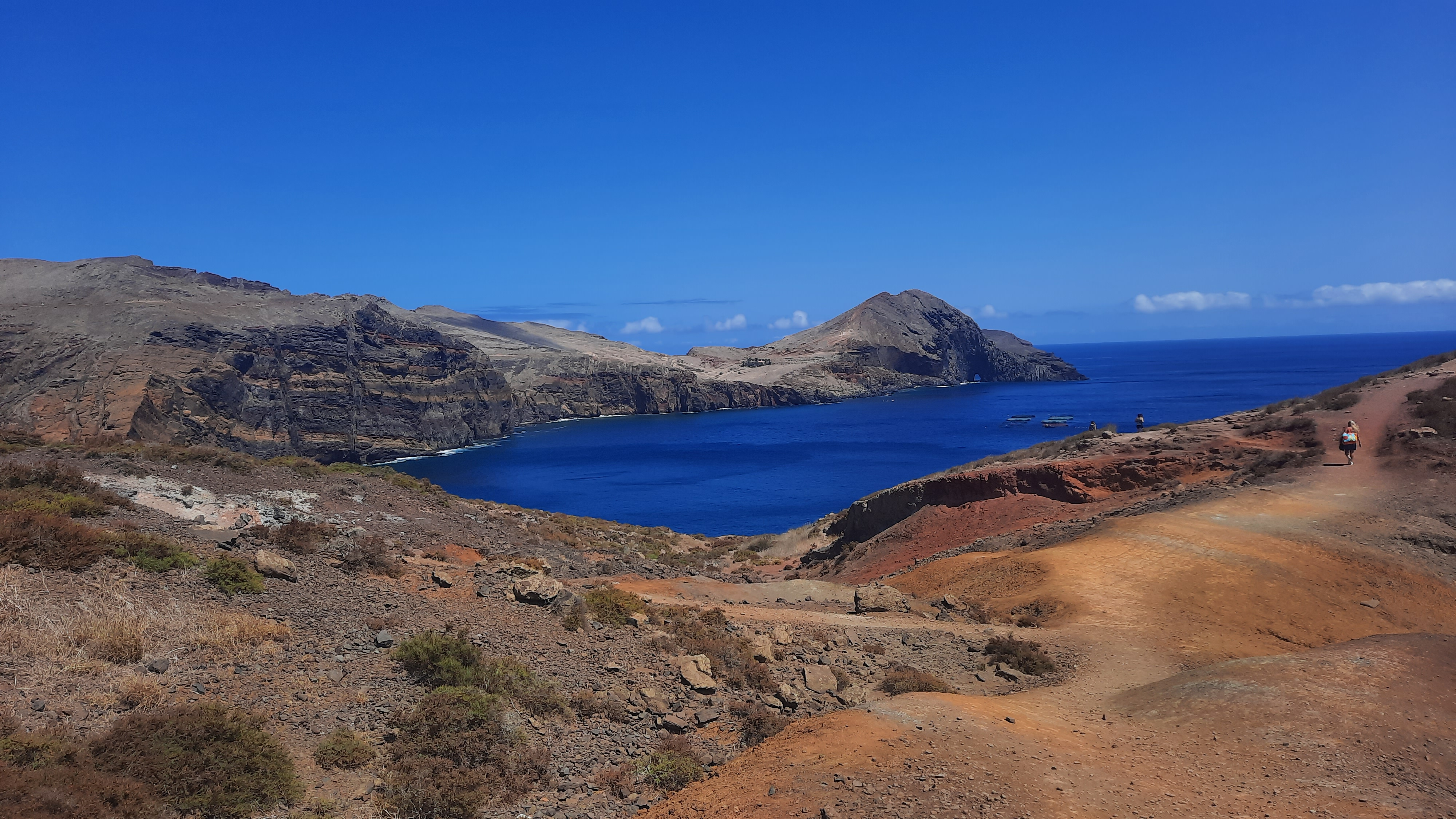
Výběžek Ponta de São Lourenço, který se nachází na východě ostrova
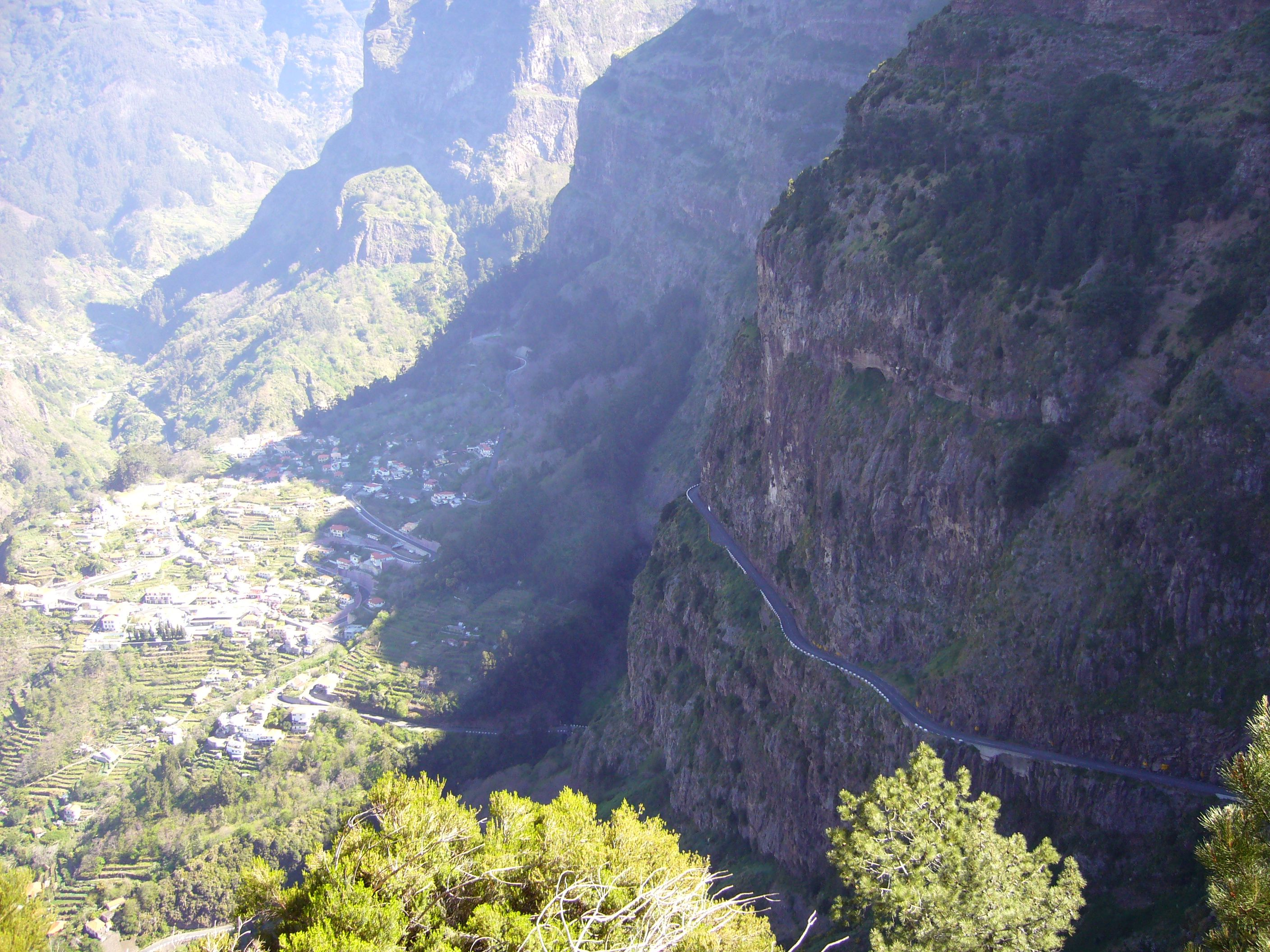
Pohled do údolí jeptišek s původní přístupovou cestou.
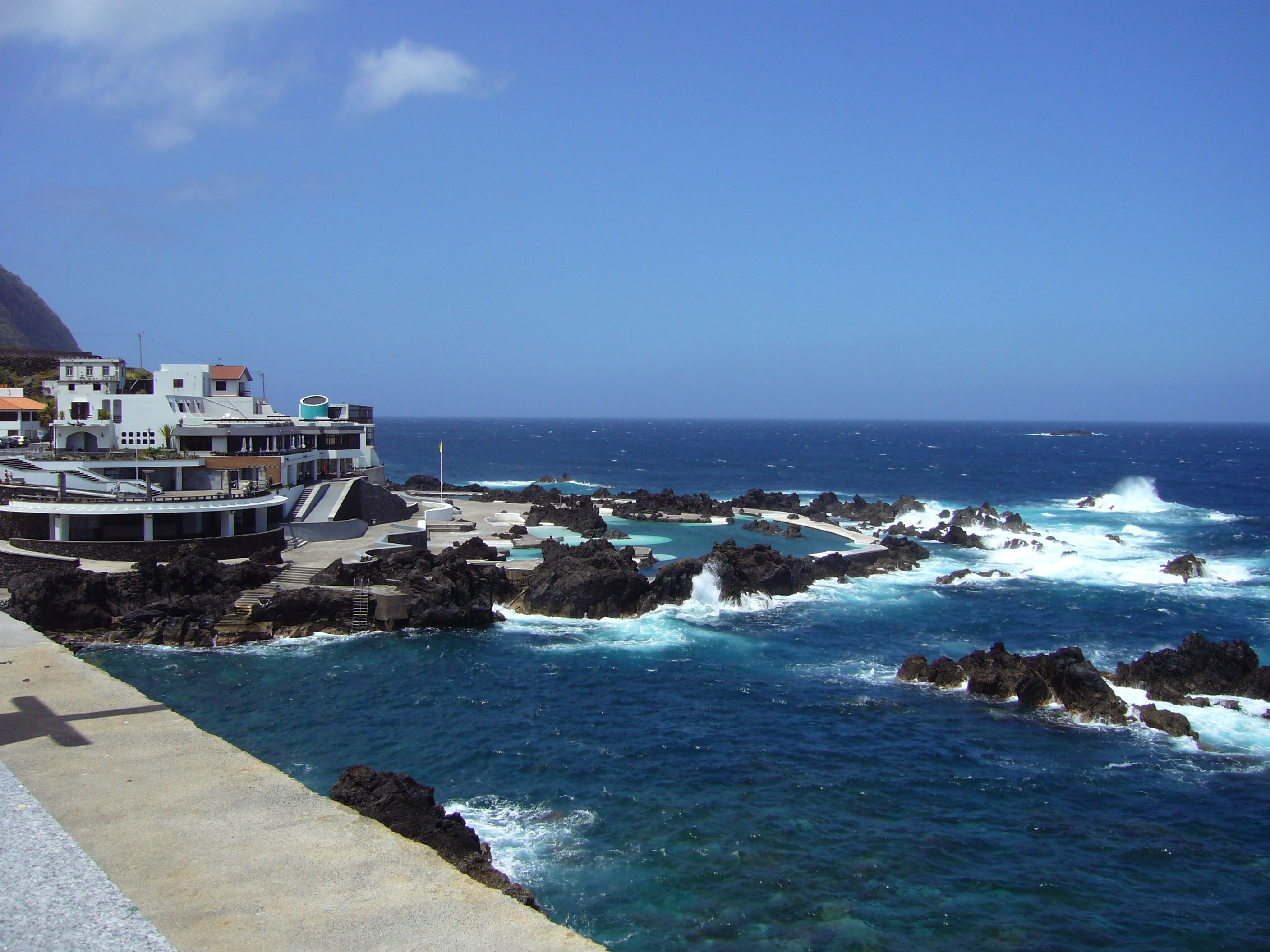
Mořské lázně s lávovými bazénky v Porto Moniz.
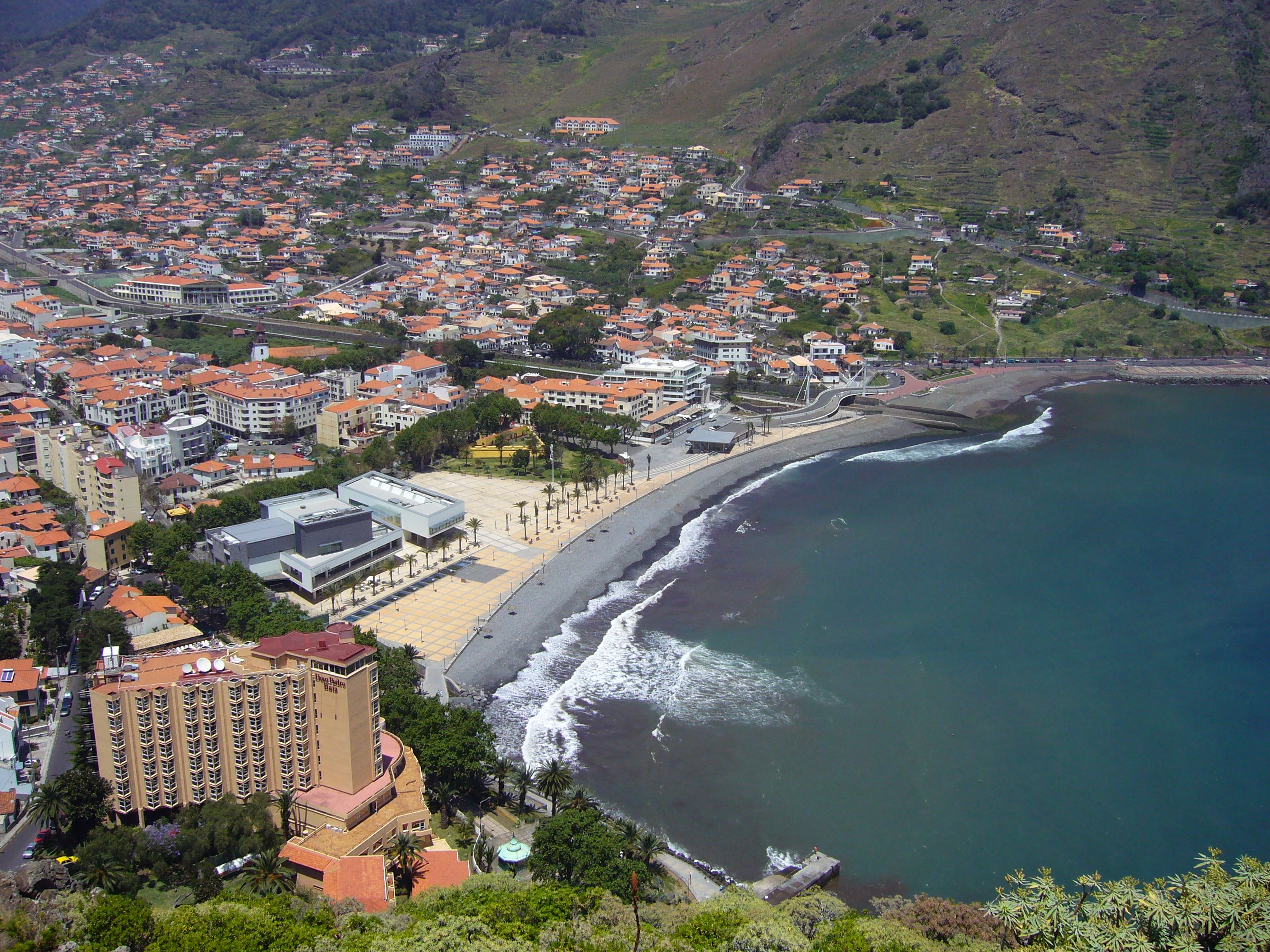
Zátoka Machico do roku 2008 - pak byla vybudována umělá pláž.
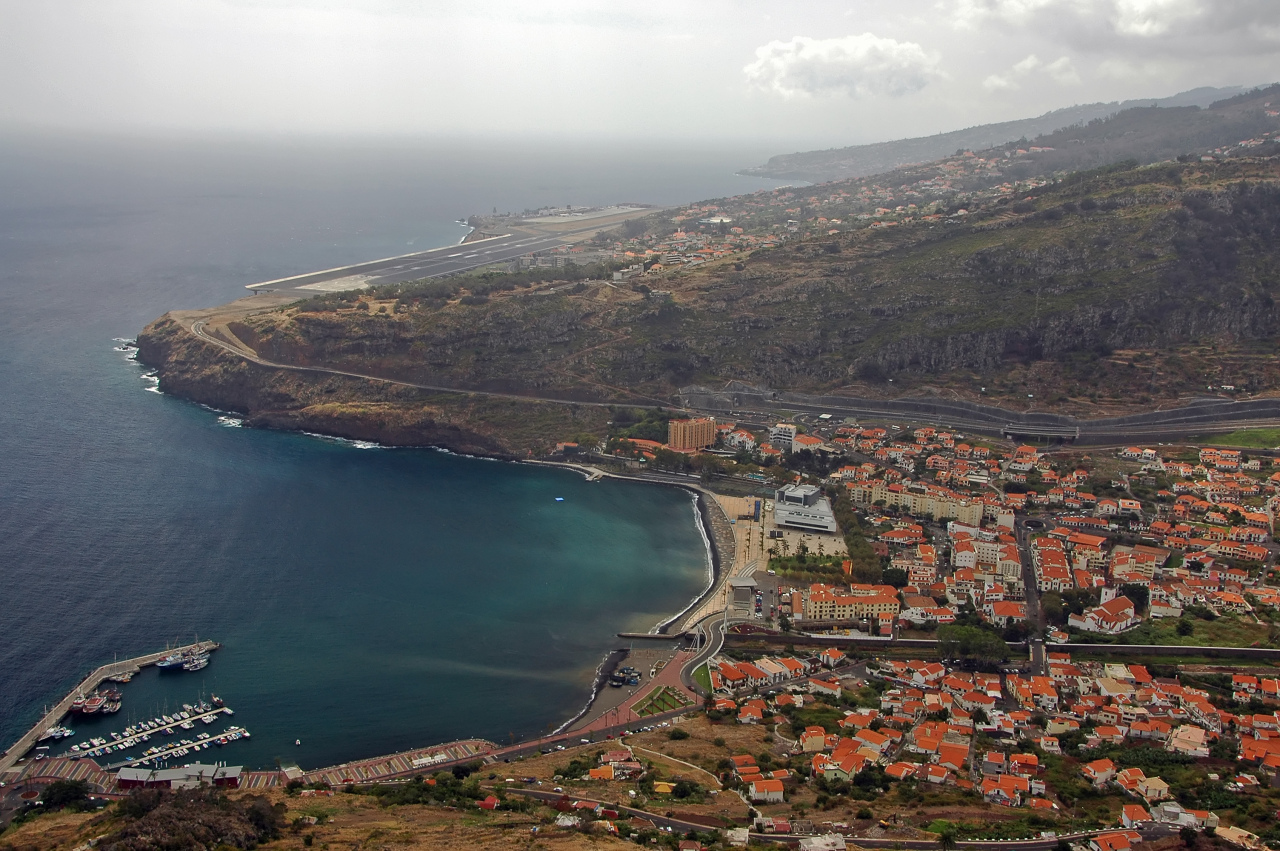
Pohled na Machico od východu. V pozadí dráha letiště Santa Catarina.
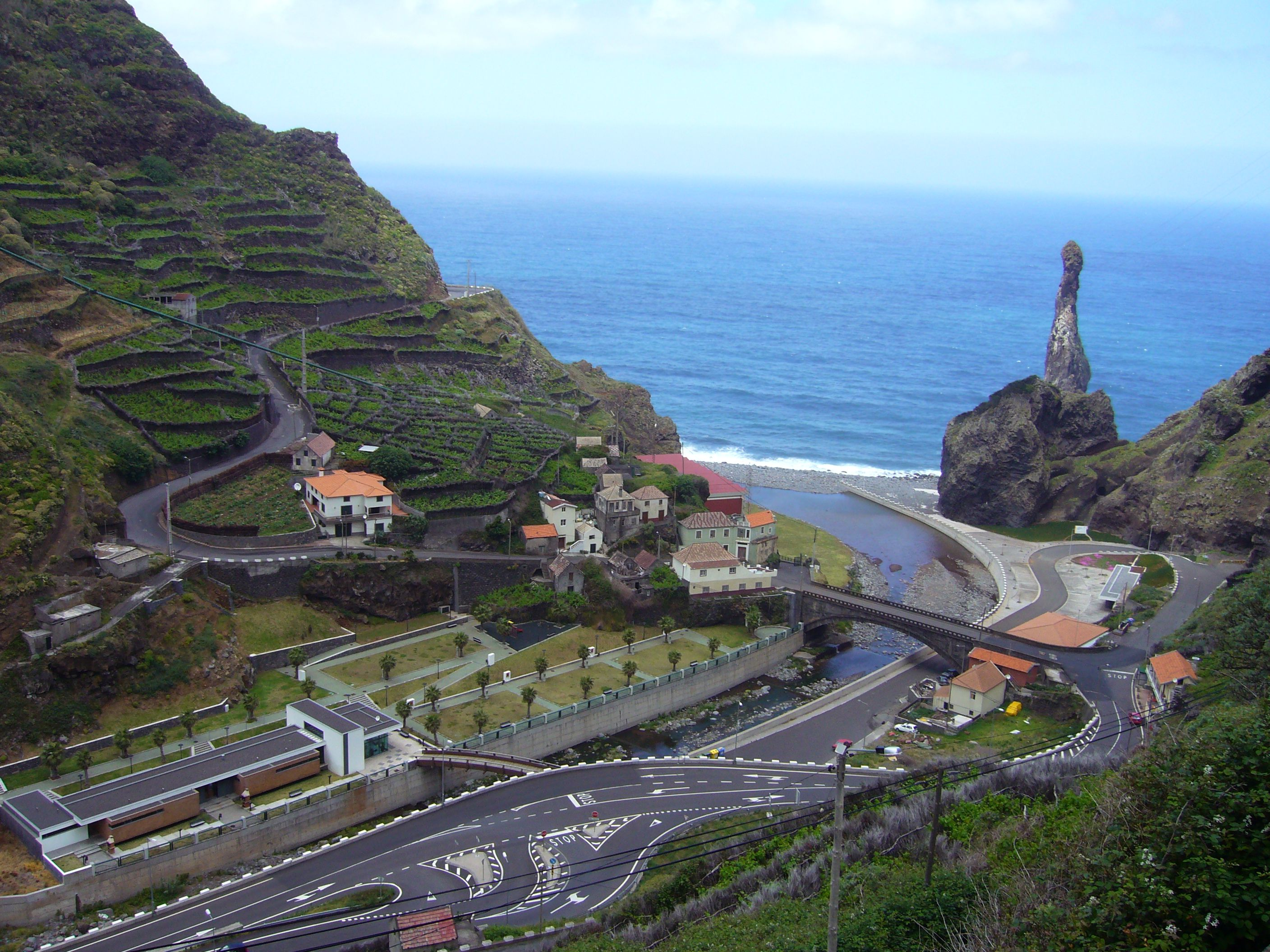
Ribeira de Janela.
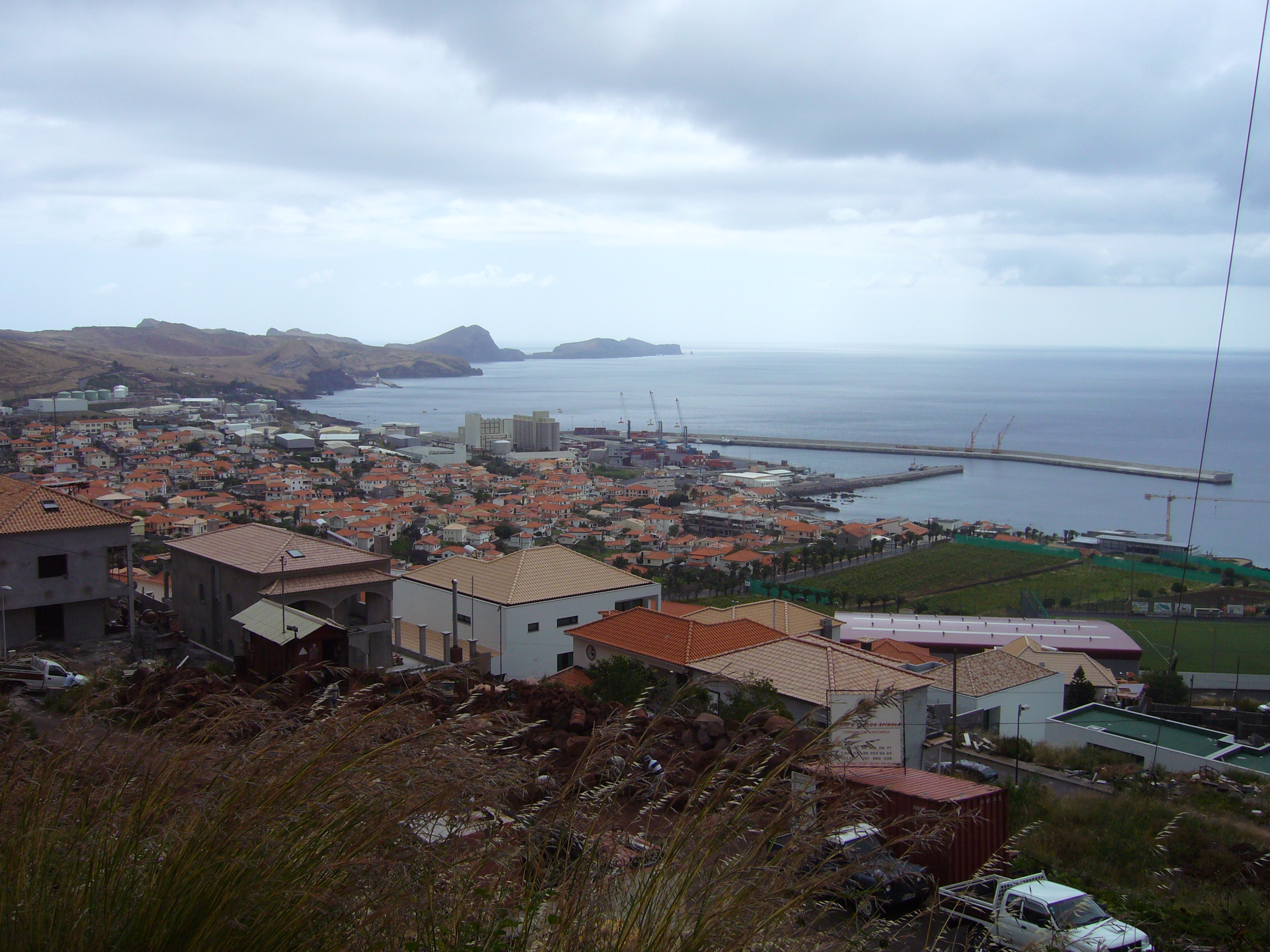
Caniçal a poloostrov Ponta de Săo Lourenço.
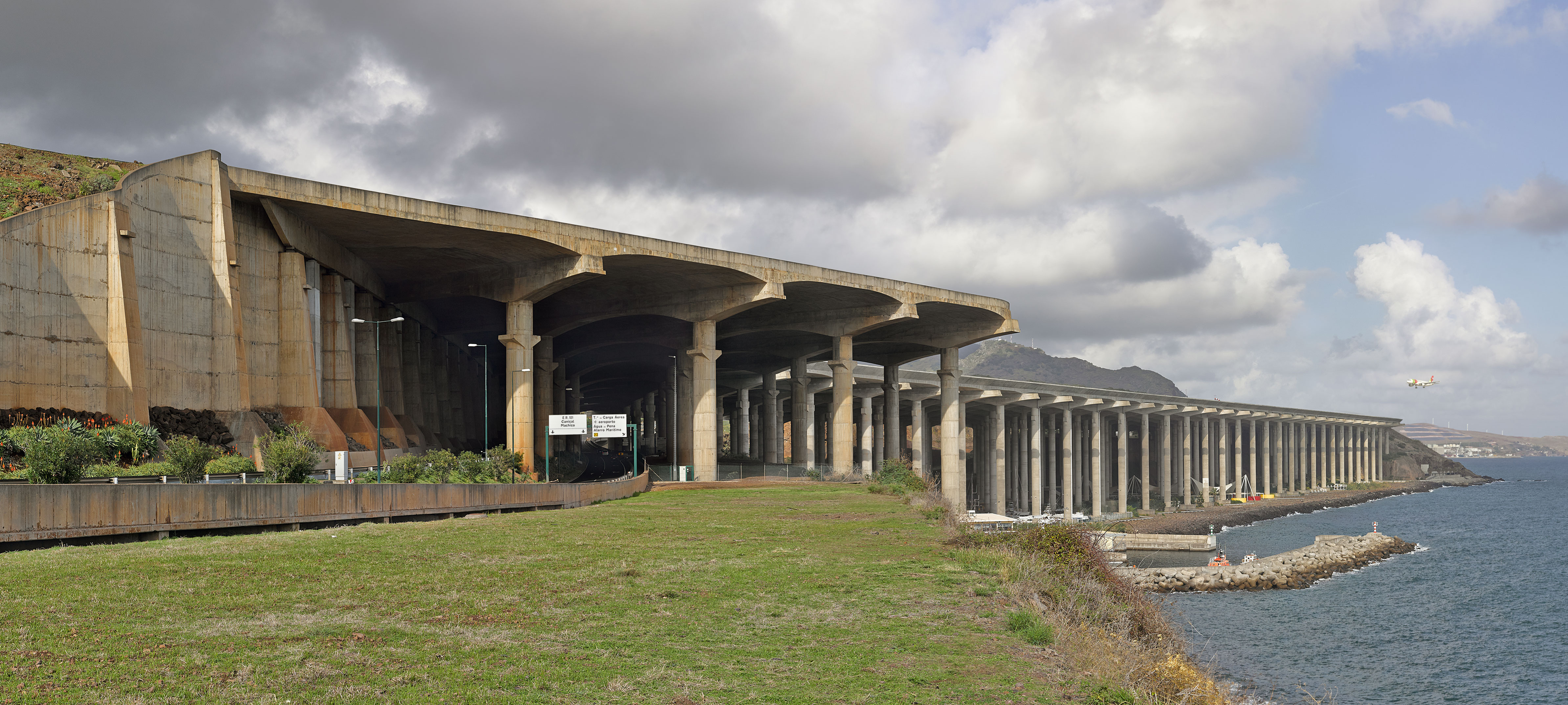
Pod přistávací dráhou letiště Madeira je vedena dálnice.
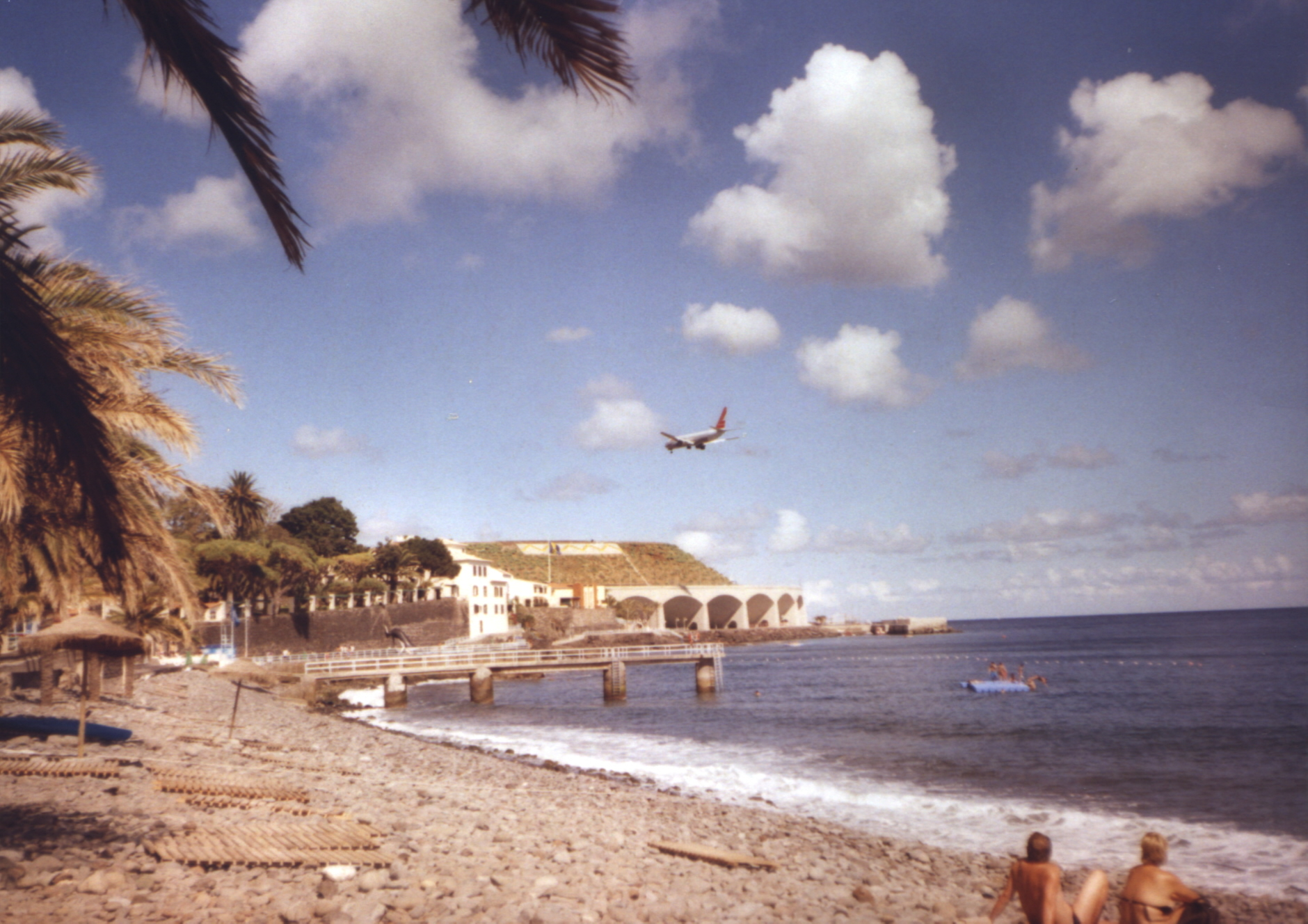
Náletová strana madeirského letiště.
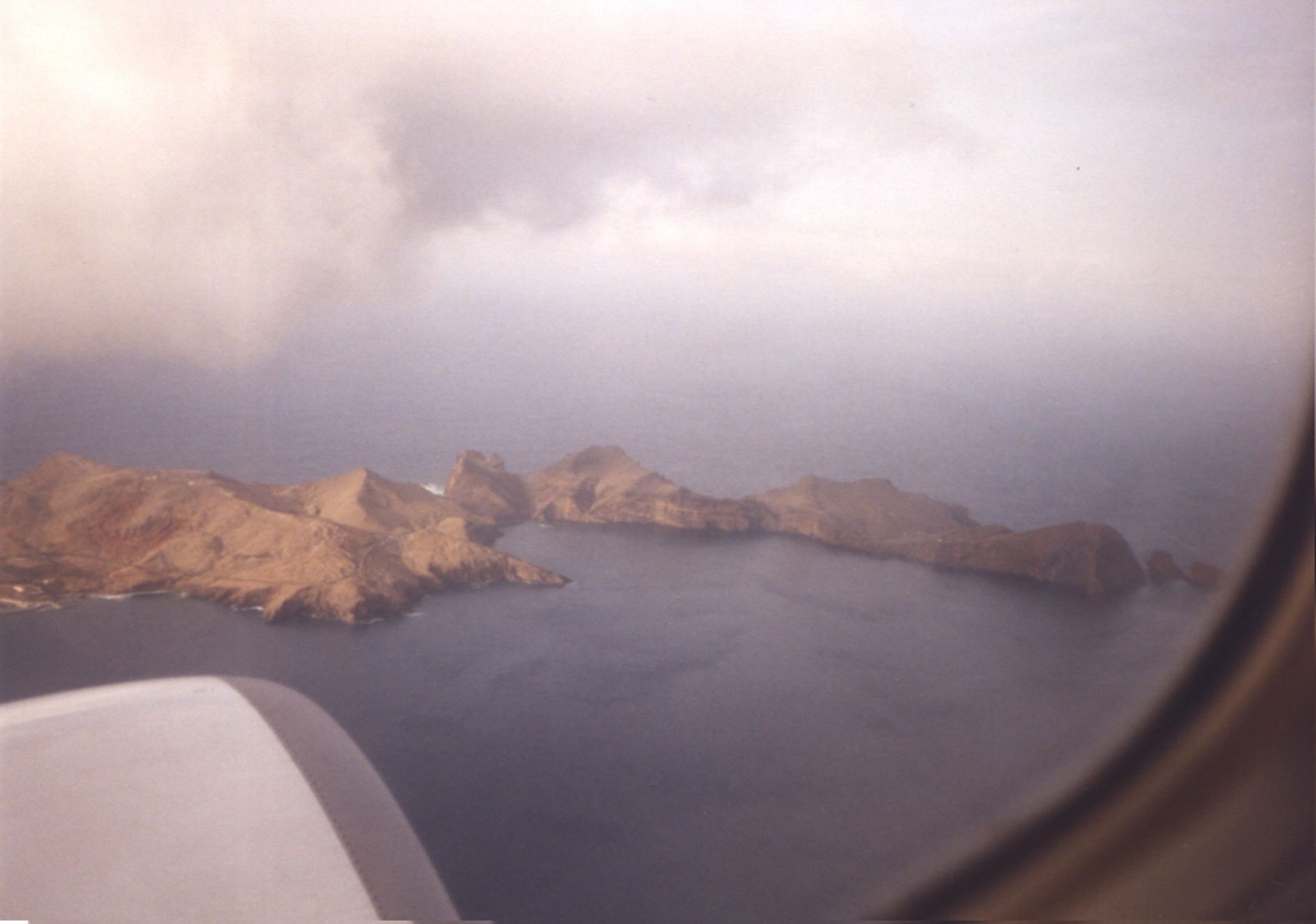
Krátce po startu vidíme východní konec ostrova.